# 德斯科山脈
德斯科山脈（英語：Desko Mountains）是南極洲的山脈，位於帕爾默地，處於羅斯柴爾德島，長37公里，從貝茨峰延伸至奧弗頓峰，最高點是海拔高度約1,000米的伊尼格馬峰，其他包括高爾德峰、申克峰、莫里爾峰和蘇馬峰，現時由南極條約體系管理。

## 外部連結
. . United States Geological Survey.   [2012-01-13].
69°37′S 72°23′W / 69.617°S 72.383°W